# Nấm ăn

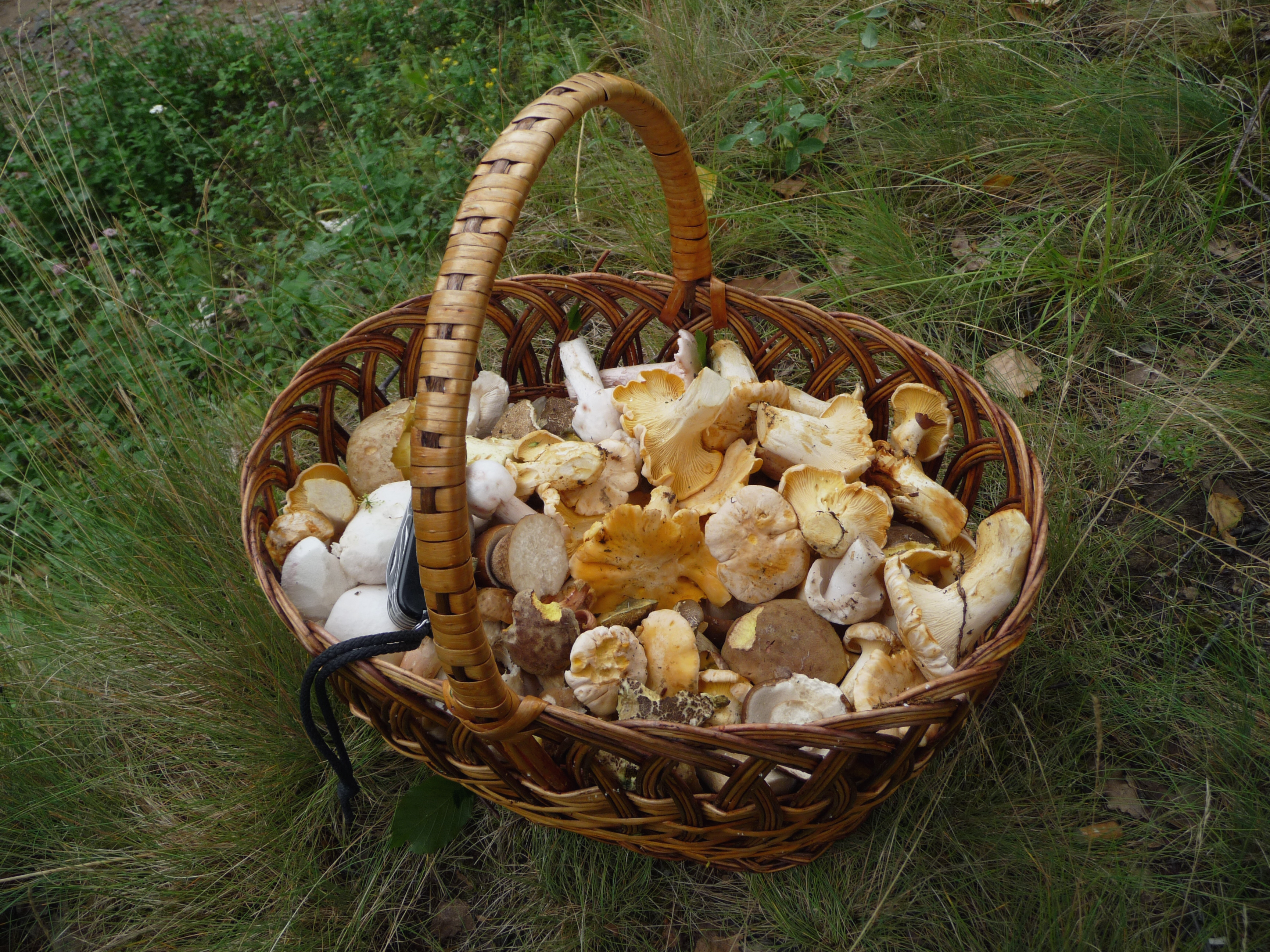
Một giỏ nấm ăn

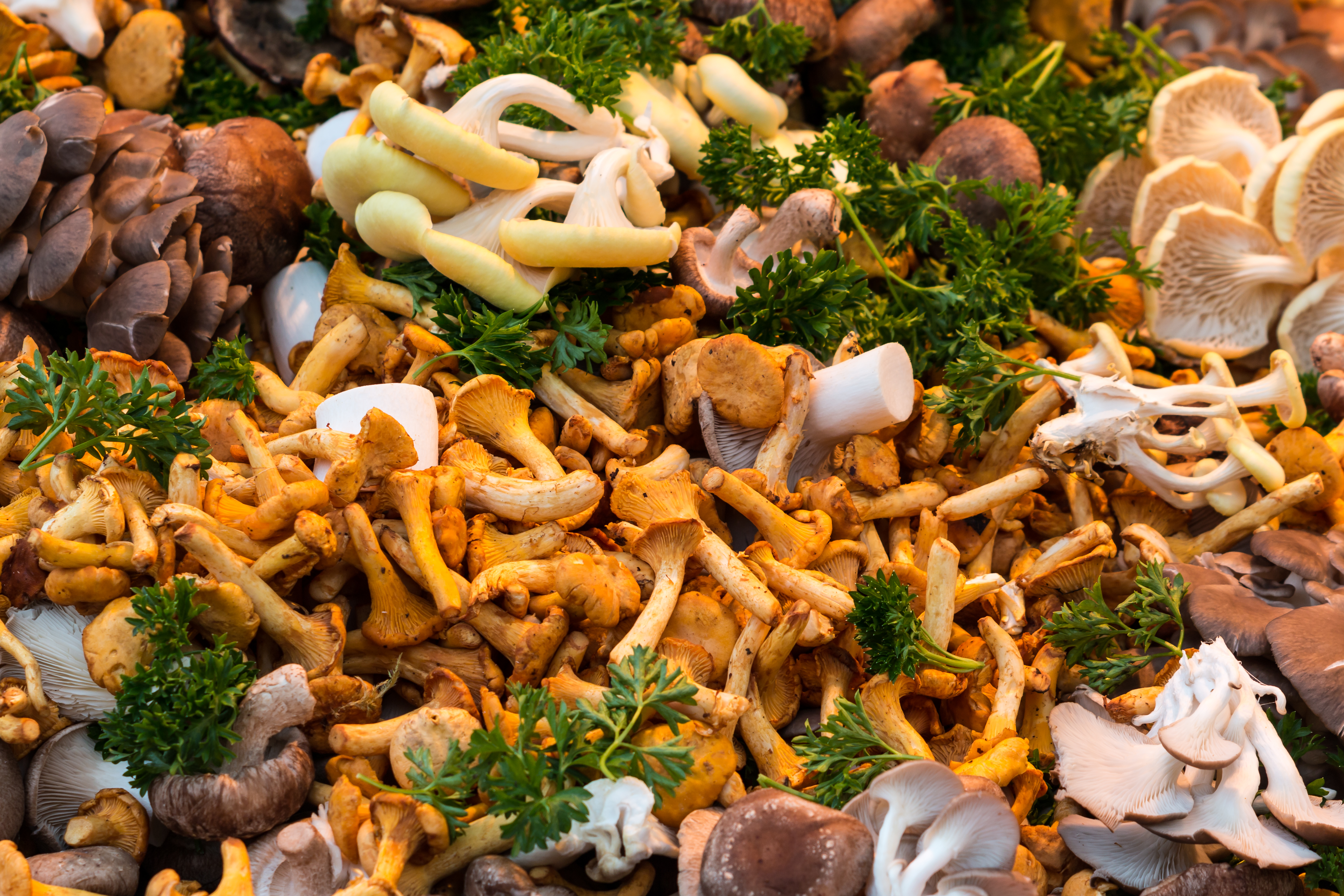
Một vài loại nấm ăn được bán tại chợ phố Münster, Đức.

Nấm ăn chỉ về các loại nấm có thể ăn được, dùng làm thực phẩm, nguyên liêu cho nấu ăn. Hầu hết nấm ăn được sử dụng rộng rãi làm thực phẩm, chúng có thể sử dụng trong rất nhiều món ăn, ở nhiều nền ẩm thực khác nhau. Nấm là thực phẩm có giá trị dinh dưỡng cao, có độ đạm cao và ít chất béo, chứa nhiều vitamin nhóm B và C. Dù nấm không phải là nguốn vitamin D đáng kể, nhưng hàm lượng vitamin D có thể tăng lên khi được phơi với ánh sáng (nhất là tia cực tím) dù điều này làm thẫm lớp vỏ của chúng. Nấm cũng chứa nhiều nguyên tố vi lượng, như sắt, selen, natri, kali, magnesi và phosphor.
Dưới đây là danh sách các loại nấm ăn.

## Nấm trồng được
- Nấm rơm

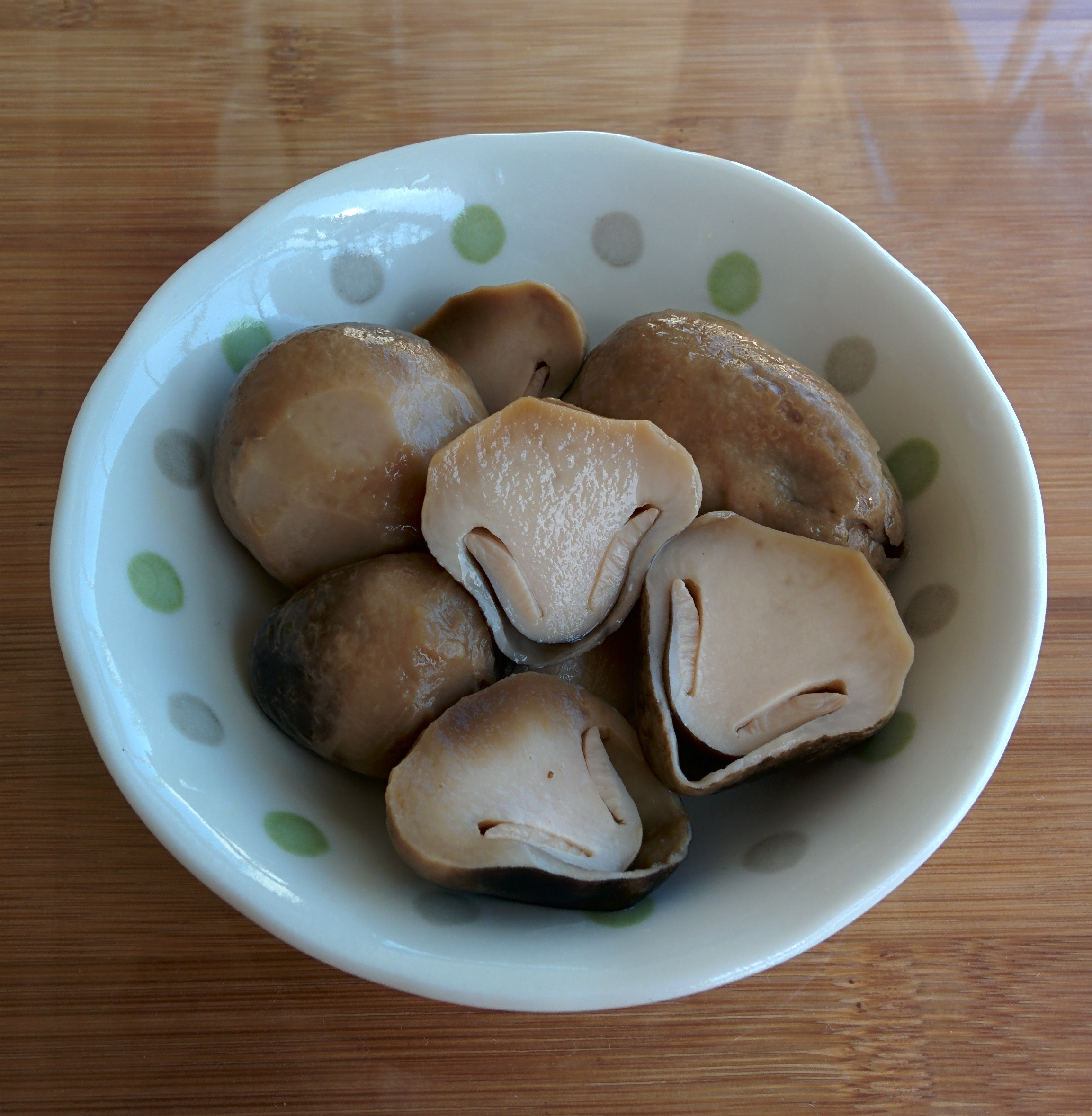
Một món ăn từ nấm rơm

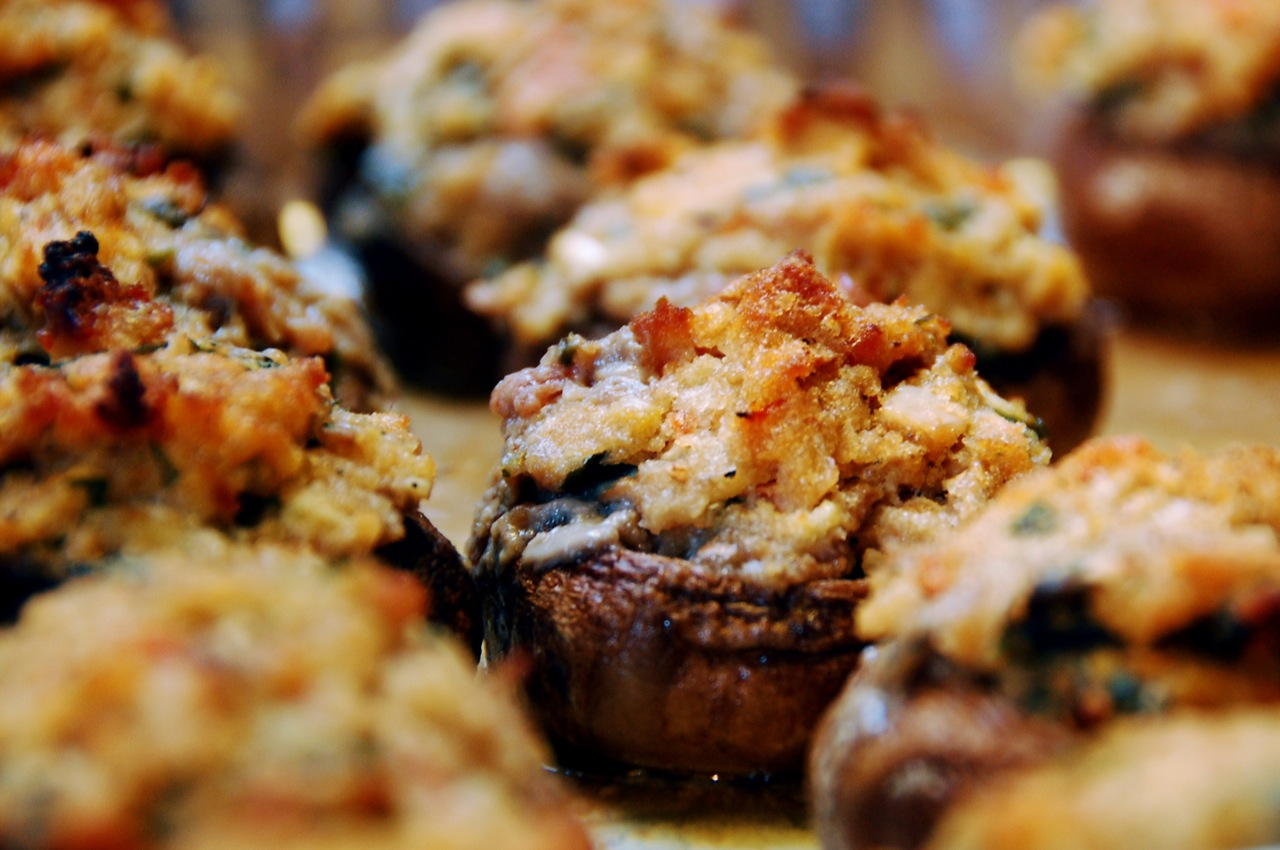
Một món nâm ăn trong ngày Lễ tạ ơn

- Nấm hương (còn được gọi là Nấm đông cô, nấm hương cô, nấm hương tẩm,...)
- Nấm kim châm
- Nấm tai mèo (còn được gọi là Mộc nhĩ đen)
- Nấm hầu thủ (còn được gọi là Nấm đầu khỉ)
- Nấm mỡ
- Nấm Thái dương
- Nấm linh chi
- Nấm tràm (còn được gọi là Nấm bạch đàn)
- Nấm sò (còn được gọi là Nấm bào ngư)
- Nấm thông
- Nấm tuyết (còn được gọi là Nấm tuyết nhĩ, nấm ngân nhĩ)
- Nấm hải sản (còn được gọi là Nấm ngọc trâm)
- Nấm mỡ gà
- Nấm bạch tuyết
- Nấm sữa
- Nấm măng
- Nấm yến
- Nấm thủy tinh trắng
- Nấm thủy tinh nâu
- Nấm trà tân
- Nấm đầu ông lão
- Nấm ngọc bích
- Nấm ngọc thạch

## Nấm chỉ có trong tự nhiên
- Nấm mối
- Nấm cục
- Nấm nhăn (còn được gọi là Nấm bụng dê)
- Nấm mồng gà
- Nấm bụng lợn
- Nấm trâm vàng
- Nấm vị cua (còn được gọi là Nấm ngọc tẩm)
- Nấm múa (còn được gọi là Nấm lỗ mọc chùm, nấm tọa kê, nấm Maitake)
- Nấm tùng nhung (còn được gọi là Nấm Matsutake)
- Nấm hoa ngọc (còn được gọi là nấm măng hoa)
- Nấm kê tùng
- Nấm vuốt hổ đen
- Nấm san hô
- Nấm mầm thông
- Nấm gan bò
- Nấm cây trà
- Nấm bạch ngọc
- Nấm kèn đồng
- Nấm tiên